# Старая (Калужская область)
Старая  — деревня в Боровском районе Калужской области. Входит в состав сельского поселения «Деревня Асеньевское».
Старая — название деревень, у которых часть населения переселилось на новое место.

## География
На  притоке реке Межиха. Рядом Федорино, Данилово и Рогозино.

## Население
| 2002 | 2010 |
| ---- | ---- |
| 17   | ↘14  |

## История
В 1782-году деревня Старая относилось к Боровскому уезду Калужского наместничества, во владении Коллегии Экономии, до этого Чудова монастыря на левом берегу реки Межухи. 